# 솔라 맥시멈 미션

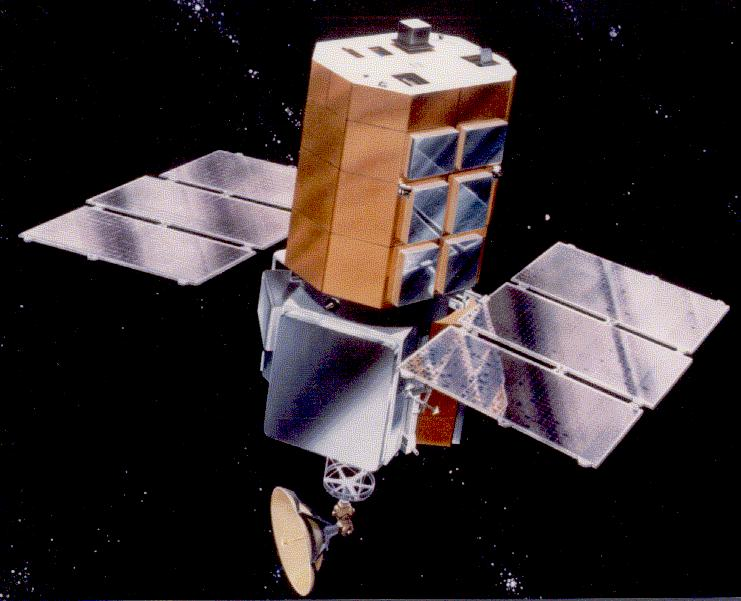

솔라 맥시멈 미션(Solar Maximum Mission) 위성 또는 솔라맥스(SolarMax)는 태양 현상, 특히 태양 플레어를 조사하기 위해 설계되었다. SMM은 1980년 2월 14일에 발사되었다. SMM은 페어차일드 인터스트리스에서 제조한 다중 임무 모듈형 우주선 버스를 기반으로 한 최초의 위성이었다. 이 플랫폼은 나중에 랜셋 4 및 5와 상층 대기 연구 위성에 사용되었다.
1980년 11월 자세 제어 실패 후 1984년 4월 셔틀 임무로 수리될 때까지 대기 모드에 놓였다.
솔라 맥시멈 미션은 1989년 12월 2일 우주선이 대기권에 재진입하여 인도양 상공에서 불타면서 종료되었다.

## 혜성 발견
| 명칭              | 관측일              | 발견자                      |
| ----------------- | ------------------- | --------------------------- |
| C1987 T2 (SMM-1)  | 1987년 10월 5일     | Dr Orville Chris St. Cyr    |
| C/1987 U4 (SMM-2) | 1987년 10월 17일    | O. C. St. Cyr               |
| 1988l (SMM-3)     | 1988년 6월 27일     | O. C. St. Cyr               |
| 1988m (SMM-4)     | 1988년 8월 21일     | David Kobe, C. Waugh        |
| 1988n (SMM-5)     | 1988년 10월 11~12일 | O.C. St. Cyr                |
| 1988p (SMM-6)     | 1988년 11월 18일    | O.C. St. Cyr                |
| 1988q (SMM-7)     | 1988년 10월 24일    | Andrew L. Stanger           |
| 1989m (SMM-8)     | 1989년 6월 2일      | O.C. St. Cyr, David L. Kobe |
| 1989q (SMM-9)     | 1989년 6월 8일      | O.C. St. Cyr                |
| 1989x (SMM-10)    | 1989년 9월 28일     | O.C. St. Cyr                |

## 같이 보기
- 에이스 위성
- 파커 태양 탐사선
- 태양 및 태양권 관측위성
- WIND (우주선)